# Topolino e i fantasmi
Topolino e i fantasmi (Lonesome Ghosts) è un film del 1937 diretto da Burt Gillett. È un cortometraggio d'animazione della serie Mickey Mouse, distribuito negli Stati Uniti dalla RKO Radio Pictures la vigilia di Natale del 1937. Il film, che vide il ritorno di Gillett alla Disney dopo tre anni passati alla Van Beuren Studios, segna il primo utilizzo della "vernice trasparente", un effetto speciale inventato dal reparto animazione della Disney e qui utilizzato per realizzare i fantasmi. Dal 1992 viene distribuito col titolo Gli scacciafantasmi. Nel 2002 è stato inserito nel film di montaggio direct-to-video Topolino & i cattivi Disney.

## Trama
Quattro fantasmi che infestano una casa abbandonata si annoiano poiché non hanno più nessuno da spaventare, così uno di loro chiama l'azienda sterminatrice di fantasmi Ajax (i cui soci sono Topolino, Paperino e Pippo) fingendosi un cliente. Gli sterminatori entrano nella casa in rovina non trovando nessuno ad accoglierli, e si separano per circondare i fantasmi. Questi ultimi iniziano così a fare vari scherzi agli sterminatori. Topolino viene guidato al piano di sopra e cerca di aprire una porta, trovandosi assalito da un'ondata d'acqua. Nel frattempo Paperino, spaventato da suoni di stoviglie e catene che cadono, viene picchiato con un'asse di legno. Pippo, in una camera da letto, rimane aggrovigliato in un comò e si punge il proprio didietro con uno spillo, scambiando i suoi pantaloni blu per un fantasma. Alla fine i tre sterminatori si ricoprono accidentalmente di melassa e farina, che li fanno sembrare a loro volta dei fantasmi. I veri fantasmi, a tale visione, fuggono dalla casa terrorizzati. Topolino, Paperino e Pippo, liberatisi del "travestimento", guardano vittoriosi i fantasmi in fuga senza capire come siano riusciti a scacciarli.

## Distribuzione

### Edizione italiana
Il cortometraggio fu distribuito in Italia il 2 settembre 1970 all'interno del programma Topolino Story in lingua originale. Fu doppiato in italiano nel 1979 dalla DEFIS su dialoghi di Roberto De Leonardis e incluso nel film di montaggio Buon compleanno, Topolino (1978). Tale doppiaggio del corto fu poi impiegato nel 1982 per l'inclusione nella VHS Buon compleanno Topolino. Il corto fu poi riproposto al cinema, il 16 aprile 1987, abbinato al Classico Disney Basil l'investigatopo. Nel 1992 il corto fu ridoppiato dal Gruppo Trenta per l'inclusione nel primo volume della VHS VideoParade. Tale doppiaggio venne poi utilizzato in tutte le occasioni successive.

### Cinema
- Topolino Story (2 settembre 1970)[2]
- Buon Compleanno Topolino (18 novembre 1979)[3][4][5]
- Basil l'investigatopo (16 aprile 1987)[6][7]

### Edizioni home video

#### VHS
America del Nord
- The Legend of Sleepy Hollow (1982)
- Halloween Haunts (19 ottobre 1990)
- The Adventures of Ichabod & Mr. Toad (3 ottobre 2000)

Italia
- Buon compleanno Topolino (settembre 1982)[3]
- Paperino e i racconti misteriosi (giugno 1985)[9]
- VideoParade vol. 1 (ottobre 1992)[10][8]
- Le avventure di Ichabod e Mr. Toad (novembre 2003)
- Il mio eroe Topolino (23 marzo 2004)[11]

#### DVD
Il cortometraggio fu distribuito come contenuto speciale nelle edizioni DVD e VHS de Le avventure di Ichabod e Mr. Toad, uscite in America del Nord il 6 giugno 2000 e in Italia nel marzo 2003. Fu poi restaurato e incluso nel secondo disco della raccolta Topolino star a colori, facente parte della collana Walt Disney Treasures e uscita in America del Nord il 4 dicembre 2001 e in Italia il 21 aprile 2004. In Italia il corto è incluso, senza i titoli di testa e di coda, anche nell'antologia VHS e DVD Il mio eroe Topolino (uscita il 23 marzo 2004). È stato successivamente inserito, con un nuovo restauro, nel primo volume della collana dedicata al programma Topolino che risate!, uscito in America del Nord il 26 ottobre 2010 e in Italia il 19 gennaio 2011.

## Altri media
Dallo storyboard del cortometraggio è stata tratta una storia a fumetti con testi di Ted Osborne e disegni di Floyd Gottfredson, pubblicata nelle strisce giornaliere di Topolino dal 10 agosto 1936 al 28 novembre 1936 e, in Italia, su Topolino giornale n°207-218, dal titolo Topolino nella casa dei fantasmi.
I quattro fantasmi riappaiono nei videogiochi The Great Circus Mystery Starring Mickey & Minnie ed Epic Mickey - La leggendaria sfida di Topolino (dove vengono battezzati Gilbert, Ian, Gabriel e Screechin' Sam) e nella serie TV House of Mouse - Il Topoclub. Il corto è inoltre alla base di un livello del videogioco Topolino Mania, e una sua scena con nuova colonna sonora appare in Disney's Magical Mirror Starring Mickey Mouse.